# Валашке Прикази
Валашке Прикази (чеш. Valašské Příkazy) је насељено мјесто са административним статусом сеоске општине (чеш. obec) у округу Всетин, у Злинском крају, Чешка Република.

## Становништво
Према подацима о броју становника из 2014. године насеље је имало 291 становника.